# 奧爾多斯諾湖
56°00′20″N 30°56′38″E / 56.00556°N 30.94389°E
奧爾多斯諾湖（俄语：Ордосно），是俄羅斯的湖泊，位於該國西北部，由普斯科夫州負責管轄，處於庫尼亞區，面積5.1平方公里，集水區面積288.34平方公里，平均水深3.2米，最大水深6.7米。